# Casa de los Cruïlles de Sicilia
Los Cruïlles de Sicilia (Cruillas o Cruyllas, tal y como son conocidos en Sicilia) fueron una estirpe noble catalana establecida en Sicilia proveniente del linaje catalán de los Cruïlles, relacionados con la villa de Cruilles, en el Ampurdán, Cataluña. Es esta una estirpe vinculada a la corona real aragonesa.
Se sabe que los Cruïlles llegaron a Sicilia durante el período de dominación aragonés, después que el rey aragonés Pedro III instituyó el Reino de Sicilia, a partir de las Vísperas Sicilianas. Esta conquista de Sicilia fue exclusivamente catalana, dado que el reino de Aragón no participó. Los Cruïlles catalanes obtuvieron amplios feudos en el Valle de Noto, especialmente entre Lentini y Vizzini .
Con el rey Pedro IV, la estirpe siciliana de los Cruïlles tuvo un papel destacado a mediados del siglo XIV d. C. gracias al almirante catalán Gilabert de Cruïlles, que además de ser nombrado por el rey jefe del ejército también fue un importante diplomático.
Otra importante personalidad de esta estirpe catalana fue Berenguer de Cruïlles, nacido en Peratallada, Cataluña, en 1310 y muerto en Barcelona, Cataluña, en 1362. Éste fue hijo de Bernat de Cruïlles y de Peratallada y de Gueraua de Cabrera. Este personaje fue obispo de Girona (1349-1362) y el primer Presidente de la Generalidad de Cataluña (1359-1362).
En cuanto a la rama siciliana de la familia, en 1402, Giovanni (Jaume) de Cruïlles fue nombrado gobernador de Messina. En este período, una rama de la familia se trasladó a Palermo, obteniendo tierras como feudo sobre las que ahora se encuentra el distrito de Palermo de Niccolò Amato di Sciacca .
Los Cruïlles o Cruyllas de Sicilia, además, fueron varones de Francofonte. En 1396 obtuvieron la baronía de Calatabiano (Catalabiano, en catalán), otorgada a un Berenguer de Cruïlles que fue virrey de Sicilia en 1391, además de camarlengo real. Con Gerard de Queralt, Berenguer fue embajador de los Martini (Martí) en 1391, en la corte catalana.
El último de los Cruyllas o Cruïlles de Sicilia fue Giovanni (Jaume) de Cruïlles, hijo de Berenguer de Cruïlles. Una vez extinguida, el título nobiliario pasa a la familia catalana de los Montcada y después a la de los Gravina.
Girolamo Gravina, IV barón de Palagonia, en 1531 casó con la Condesa ... de Moncada Cruyllas (Montcada Cruïlles), la última heredera de la familia. Los Gravina-Cruillas, propietarios de un gran patrimonio territorial, fueron reconocidos con el título de príncipes de Palagonia. En el siglo XVIII d. C., se edificó el actual Palazzo Gravina Cruyllas</ref>, sede actual del Museo Cívico Bellini y del Museo Emilio Greco de Catania. En la Capilla del Sacramento, de la Catedral de Catania, hay un importante monumento a la familia Cruïlles, datado del siglo XVIII d. C..

## Nota
1. ↑  Borja Y Enrquez 1541 booksgoogle.it
2. ↑  Casalgerardo, Mango. Nobiliario di Sicilia.
3. ↑  Histoire d'Espagne depuis les premiers temps jusqu'à nos jours, Volume 8
4. ↑  Goffredo Casalis, Dizionario Geografico...
5. ↑  Vincenzo Mortillaro, 1866
6. ↑  Víctor Balaguer, 1886
7. ↑  Archivio Storico Siciliano
8. ↑  Alberto Boscolo
9. ↑  Homenaje a Jaime Vicens Vives
10. ↑  Palizzolo Gravina, Vincenzo. Il blasone in Sicilia : ossia, Raccolta araldica pagina 157. Visconti & Huber, 1875.
11. ↑  Tra rendita e investimenti: formazione e gestione dei grandi patrimoni in Italia... 1998
12. ↑  Guida generale degli archivi di Stato italiani
13. ↑  Touring Club italiano
14. ↑  «comune.catania.it». Archivado desde el original el 29 de mayo de 2013.